# Malanit
Malanit (IMA-Symbol Mla) ist ein selten vorkommendes Mineral aus der Mineralklasse der „Sulfide und Sulfosalze“ mit der Endgliedzusammensetzung Cu1+(Ir3+Pt4+)S4 bzw. der idealisierten CuPt2S4 und damit chemisch gesehen ein Kupfer-Platin-Sulfid, bei dem allgemein ein Teil des Platins durch Iridium vertreten wird. Strukturell gesehen zählt Malanit zur Gruppe der Spinelle.
Malanit kristallisiert im kubischen Kristallsystem und entwickelt oktaedrische und dodekaedrische Kristalle bis etwa 0,2 mm Größe, kommt aber auch Form körniger bis massiger Mineral-Aggregate vor. Das Mineral ist in jeder Form undurchsichtig (opak) und zeigt auf den Oberflächen der stahlgrauen Kristalle einen metallischen Glanz. Auf polierten Flächen kann Malanit auch hellweiß mit brauner bis grüner Tönung erscheinen. Seine Strichfarbe ist allerdings immer schwarz.

## Etymologie und Geschichte
Entdeckt wurde Malanit in einer unbenannten Seifenlagerstätte im Flusstal des Malan nahe dem Dorf Shuangfeng im Kreis Xinglong der chinesischen Provinz Hebei während einer vorläufigen Untersuchung chinesischer Platinmineralien in peridotitischen Gesteinen. Eine erste Analyse und Beschreibung erfolgte bereits 1974 durch Yu Zuxiang, S. J. Lin, P. Chao, C. S. Fang und C. S. Huang, die das Mineral nach dessen Typlokalität im Malantal benannten. Die chemische Formel wurde mit (Cu,Pt,Ir)S2 und der Zellparameter mit a = 6,03 Å angegeben. Da die Entdeckung allerdings nicht zur Prüfung bei der International Mineralogical Association (IMA) vorlegt wurde, blieb eine Anerkennung als eigenständige Mineralart zunächst aus.
Nachdem Z. Peng, C. Chang und L. Ximen 1978 die Struktur von Malanit anhand aktueller Pulverdaten neu indizierten, untersuchte auch Yu Zuxiang das Mineral erneut und verglich es mit dem ebenfalls 1974 erstbeschriebenen Dayingit. Letzterer stellte sich als cobaltreiche Varietät von Malanit heraus, weshalb dessen Prüfung zur Anerkennung zurückgezogen wurde. Malanit wurde dagegen 1995 zur Prüfung eingereicht (interne Eingangs-Nr. der IMA: 1995-003), die den Malanit anerkannte. Die Publikation dieser Mineralbeschreibung und Anerkennung folgte ein Jahr später im chinesischen Fachmagazin Acta Geologica Sinica und wurde 1997 mit der Publikation der New Mineral Names im englischsprachigen Fachmagazin American Mineralogist nochmals bestätigt.
Das Typmaterial des Minerals wird im Geologischen Institut der Chinesischen Akademie der Wissenschaften in Peking (Beijing) aufbewahrt.

## Klassifikation
Die strukturelle Klassifikation der IMA zählt den Malanit zur Spinell-Supergruppe, wo er zusammen mit Carrollit, Cuproiridsit, Cuprokalininit, Fletcherit, Florensovit, Rhodostannit und Toyohait die „Carrollit-Untergruppe“ innerhalb der „Thiospinelle“ bildet (Stand 2019).
Die bekannten und zunächst nach chemischer Zusammensetzung ordnenden Mineralsystematiken sortieren den Malanit in die Mineralklasse der „Sulfide und Sulfosalze“ ein.
In der veralteten 8. Auflage der Mineralsystematik nach Strunz ist Malanit noch nicht verzeichnet. Im Lapis-Mineralienverzeichnis nach Stefan Weiß, das sich aus Rücksicht auf private Sammler und institutionelle Sammlungen noch nach dieser alten Form der Systematik von Karl Hugo Strunz richtet, erhielt das Mineral die System- und Mineral-Nr. II/D.02-40. In der „Lapis-Systematik“ entspricht dies der Klasse der „Sulfide und Sulfosalze“ und dort der Abteilung „Sulfide mit dem Stoffmengenverhältnis Metall : S,Se,Te < 1 : 1“, wo Malanit zusammen mit Cuproiridsit, Cuprorhodsit, Ferrorhodsit (diskreditiert, da identisch mit Cuprorhodsit; IMA 2017-H), Kingstonit und Xingzhongit die unbenannte Gruppe II/D.02 bildet (Stand 2018).
Die von der IMA zuletzt 2009 aktualisierte 9. Auflage der Strunz’schen Mineralsystematik ordnet den Malanit dagegen in die Abteilung der „Metallsulfide mit M : S = 3 : 4 und 2 : 3“ ein. Diese ist weiter unterteilt nach dem genauen Stoffmengenverhältnis, so dass das Mineral entsprechend seiner Zusammensetzung in der Unterabteilung „M : S = 3 : 4“ zu finden ist, wo es zusammen mit Bornhardtit, Cadmoindit, Carrollit, Cuproiridsit, Cuprorhodsit, Daubréelith, Ferrorhodsit, Fletcherit, Florensovit, Greigit, Indit, Kalininit, Linneit, Polydymit, Siegenit, Trüstedtit, Tyrrellit, Violarit und Xingzhongit die „Linneitgruppe“ System-Nr. 2.DA.05 bildet.
Die von der Mineraldatenbank „Mindat.org“ weitergeführte Strunz-Klassifikation, die sich im Aufbau nach der 9. Auflage der Strunz’schen Mineralsystematik richtet, führt in der Gruppe 2.DA.05 auch die nach 2009 neu beschriebenen Spinelle Berndlehmannit, Cuprokalininit, Joegoldsteinit, Nickeltyrrellit und Shiranuiit auf. Die Spinelle Ezochiit und Grimmit werden hier zusammen mit Ferrodimolybdänit (FeMo2S4), Zaykovit (Rh3Se4) und Zolenskyit (FeCr2S4) der allgemeineren Gruppe 2.DA (Metallsulfide mit M:S=3:4) zugewiesen.
Auch die vorwiegend im englischen Sprachraum gebräuchliche Systematik der Minerale nach Dana ordnet den Malanit in die Klasse der „Sulfide und Sulfosalze“ und dort in die Abteilung der „Sulfidminerale“ ein. Hier ist er in der „Linneitgruppe (Isometrisch: Fd3m)“ mit der System-Nr. 02.10.01 innerhalb der Unterabteilung „Sulfide – einschließlich Seleniden und Telluriden – mit der Zusammensetzung AmBnXp, mit (m+n) : p = 3 : 4“ zu finden.

## Chemismus
In der (theoretisch) idealen, das heißt stoffreinen Zusammensetzung von Malanit (CuPt2S4) besteht das Mineral aus Kupfer (Cu), Platin (Pt) und Schwefel in dem für Spinelle typischen Stoffmengenverhältnis von 1 : 2 : 4. Dies entspricht einem Massenanteil (Gewichts-%) von 10,92 Gew.% Cu, 67,04 Gew.% Pt und 22,04 Gew.% S.
Insgesamt fünf Mikrosondenanalysen an Körnern aus magmatischen Ni-Cu-Sulfiderzen und sechs Analysen an Körnern aus Seifenkonzentraten ergaben dagegen eine abweichende, durchschnittliche Zusammensetzung der Hauptelemente von 10,7 bis 10,9Cu, 37,0 bis 47,4Pt und 22,6 bis 23,8S sowie zusätzliche Gehalte von 15,5 bis 23,2 Gew.% Iridium (Ir), 1,1 bis 2,21 Gew.% Cobalt (Co), 0,7 bis 1,5 Gew.% Rhodium (Rh), 0,6 bis 0,7 Gew.% Eisen (Fe), 0 bis 0,5 Gew.% Palladium (Pd) und 0 bis 0,3 Gew.% Nickel (Ni).
Diese Werte korrespondieren mit den empirischen Zusammensetzungen (Cu0,93Fe0,06)Σ=0,99(Pt1,03Ir0,66Rh0,04Pd0,03Co0,21Ni0,03)Σ=2,00S4,03 beziehungsweise (Cu0,95Fe0,07)Σ=1,02(Pt1,37Ir0,45Co0,11Rh0,08)Σ=2,01S3,97, die zur eingangs genannten Reinformel idealisiert wurden.
Im Zuge der Neuordnung von Nomenklatur und Klassifikation der Spinell-Supergruppe 2018 wurde die Endgliedzusammensetzung für Malanit neu definiert und wird seitdem mit Cu1+(Ir3+Pt4+)S4 angegeben.
Malanit bildet mit Cuproiridsit (CuIr2S4) und Cuprorhodsit (CuRh2S4) eine lückenlose Mischkristallreihe, kann aber auch mit den Ni-Co-Sulfospinellen Carrollit (CuCo2S4) und Fletcherit (CuNi2S4) feste Lösungen bilden.

## Kristallstruktur
Malanit kristallisiert in der kubischen Raumgruppe Fd3m (Raumgruppen-Nr. 227) mit dem Gitterparameter a = 10,005 Å sowie 8 Formeleinheiten pro Elementarzelle.

## Bildung und Fundorte
Malanit bildet sich in Platinerzen vom Peridotit-Typ und findet sich überwiegend in alluvialen Lagerstätten. Als Begleitminerale können neben gediegen Platin und Osmium unter anderem verschiedene Sulfide wie Bornit, Laurit, Pentlandit und Pyrrhotin, weitere Platinminerale wie Cooperit, Isoferroplatin, Moncheit und Sperrylith, Magnetit sowie verschiedene Minerale der Olivin-, Pyroxen-, Serpentin- und Chloritgruppe auftreten.
Als seltene Mineralbildung konnte Malanit nur an wenigen Orten nachgewiesen werden, wobei weltweit bisher rund 40 Fundstätten dokumentiert sind (Stand 2020). In China konnte das Mineral außer an seiner Typlokalität im Kreis Xinglong noch an weiteren Stellen in der Provinz Hebei entdeckt werden wie in den Fengning und Luanping sowie der Großgemeinde Tangshan.
In Europa fand sich Malanit bisher nur im Sand-Tagebau Konstantinovo (auch Novoseltsi) bei Kameno in der bulgarischen Oblast Burgas, der PGE-Lagerstätte Kirakkajuppura im finnischen Teil von Lappland sowie bei Ojén und in der Serranía de Ronda in der spanischen Provinz Málaga.
Weitere Fundorte liegen unter anderem in Australien, Brasilien, Bulgarien, der Elfenbeinküste, in Finnland, Frankreich, Indien, Kanada, der Mongolei, Myanmar, in Neukaledonien, Russland, Spanien, Südafrika und im US-Bundesstaat Pennsylvania.